# Alsószenterzsébet
Alsószenterzsébet község Zala vármegyében, a Lenti járásban.

## Fekvése
Göcsejnek ez az apró, elzárt falva az erdőkkel övezett magyar-szlovén határ közelében, a Kerka folyó mellett fekszik, két kilométerre a Csesztreg és Bajánsenye között húzódó 7416-os úttól, a 74 133-as út mentén. Gépjárművel csak ebből az irányból, illetve az út végén elhelyezkedő Felsőszenterzsébet felől közelíthető meg. Napi öt autóbuszjárat köti össze Lentivel. A szomszédos települések: Felsőszenterzsébet (2 km), Kerkakutas (4 km), Kerkafalva (4 km) és Csesztreg (6 km).

## Története
A falu nevét (possessio Schentelsebet) említő legrégibb fennmaradt írás 1334-ből való. Ez a név, amely többszöri átalakulás után a 18. századra "Belső-Szent-Eőrsébeth"-re változott, egykori temploma védőszentjének emlékét őrzi.
A települést 1334-ben Csesztreggel és Hétkutassal (Kerkakutas) együtt István fia Miklós mester ősi és adományos birtokaként említik.
Később a környékbeli települések zöméhez hasonlóan a Bánffyak birtokába jutott, és maradt. 1524-ben Bánffy Jánosnak ezen a birtokán 13 jobbágy és 4 zsellér élt. Amikor a reformáció a Bánffyak birtokain elterjedt, az itt élők többsége a protestáns vallást gyakorolta.
A nagy alsólendvai família leányági kihalása után 1644-ben Nádasdy Ferenc szerezte meg a birtokokat, így az alsószenterzsébetit is. Azonban a Wesselényi-féle összeesküvésben játszott szerepe miatt fő- és jószágvesztésre ítélt Nádasdytól a kincstárhoz került a terület. Végül jelentős összeg kifizetése után 1690-ben az Esterházy családé lett, amely a kis községet egészen 1945-ig birtokolta.
A 16-17. században végig lakott hely volt, bár lakossága az adóösszeírások szerint erősen ingadozott. Többször Márokföldével írták össze. A török időkben lecsökkent lakosságot a hercegi telepítési program tudatosan növelte.
A 18-19. században a falu lakossága magyar anyanyelvű, zömében református vallású volt. Iskola és templom nem volt a településen. 1715-ben már 10 család lakott itt. 1750-ben három vargát, négy kovácsot és két szabót, nem sokkal később már öt vargát, hat kovácsot, hét molnárt és két kocsmárost írtak össze. 1801-ben a Kerkán kétköves parasztmalmot említenek. 1828-ban a falu 22 házból állt, lélekszáma 192 volt.
Az I. világháború után a jugoszláv-magyar határ mellé került. Mezőgazdasági terményeinek korábbi felvevő piacai így nagyrészt megszűntek, s ennek következtében megindult a falu elnéptelenedése, amely a II. világháború után drasztikusan tovább fokozódott.
A falu 1871-ig a lövői, majd az alsólendvai, 1941-től a lenti járáshoz, 1950-ig a csesztregi körjegyzőséghez tartozó kisközség lett, majd közös tanácsú társközség. Manapság ismét a csesztregi körjegyzőség intézi a falu ügyeit további öt falu ügyeivel együtt.
Alsószenterzsébet 1951-ben kapott áramot, 1953-ban telefont, s 1954 óta jár autóbusz a településre. 1959-ben iskolája épült, de ennek 1962 óta csak az alsó tagozata működik.
A lakosságszám az utóbbi időben nagyon lecsökkent, és a falu nagyon elöregedett. A község önkormányzata a 6 km-re lévő Csesztregen működik.
Alsószenterzsébet lakóinak többsége kezdetektől fogva mezőgazdaságból él. A 14-17. században a földet kétnyomásban művelték. Főleg rozsot és búzát termeltek, amelyet Grazban, Sopronban illetve a stájerországi Radkersburg adtak el. Hajdinát, kölest, zabot, kendert és lent csak saját szükségletre vetettek.
Ma is több család foglalkozik növénytermesztéssel és állattenyésztéssel, de kisebb mértékben, mint pár száz évvel ezelőtt. A legjelentősebb termelés egy 12 hektáros almáskertben folyik, amelyet a holland kormány támogatásával, valamint a Zala Megyei Vállalkozásfejlesztési Alapítvány közreműködésével hoztak létre.

## Nevezetességei
A falu zegzugos utcáiban sok hajlított és három oldalról kerített épület látható. A legrégebbiek eredetileg fából készültek, keresztvéges boronafalúak, zsúptetősek, füstkonyhásak voltak. Ezeket később átalakították kéményesre. A zalaegerszegi Göcseji Falumúzeum sok értékes néprajzi tárgyat, köztük egy vesszőből font régi pajtakaput és egy 1790-es évszámot viselő szépen festett tulipános ládát őriz a faluból. A falu központjában lévő harangláb 1923-ban készült.

## Közélete

### Polgármesterei
- 1990–1994: Bicsák Jenő (független)[3]
- 1994–1998: Horváth László (független)[4]
- 1998–2002: Horváth László (független)[5]
- 2002–2006: Horváth László (független)[6]
- 2006–2010: Horváth László (független)[7]
- 2010–2014: Horváth László (független)[8]
- 2014–2019: Horváth László (független)[9]
- 2019–2024: Horváth László (független)[10]
- 2024– : Szalár Róbert (független)[1]

## Népesség
A település népességének alakulása:
| Lakosok száma | 57   | 45   | 48   | 24   | 45   | 51   | 48   |
|               | 2013 | 2014 | 2015 | 2021 | 2022 | 2023 | 2024 |

A 2011-es népszámlálás idején minden lakos magyar nemzetiségű volt. 14,2% római katolikusnak, 75% reformátusnak vallotta magát.
2022-ben a lakosság 93,3%-a vallotta magát magyarnak, 2,2% románnak (6,7% nem nyilatkozott; a kettős identitások miatt a végösszeg nagyobb lehet 100%-nál). Vallásuk szerint 71,1% volt református, 20% római katolikus (8,9% nem válaszolt).